# Mycetophila insipiens
Mycetophila insipiens är en tvåvingeart som först beskrevs av Samuel Wendell Williston  1896.  Mycetophila insipiens ingår i släktet Mycetophila och familjen svampmyggor. Inga underarter finns listade i Catalogue of Life.